# Sebastián Krys
Sebastián Krys (Buenos Aires; 11 de noviembre de 1970) es un compositor, productor e ingeniero argentino-estadounidense. Ha trabajado con variados artistas como Percance, Sergio Dalma, Eros Ramazzotti, Sandy & Junior, Gloria Estefan, Carlos Vives, Shakira, Alejandro Sanz, Luis Fonsi, Vega, Kinky, Los Rabanes, Obie Bermúdez, Ricky Martin, Marc Anthony, Lori Meyers, Fangoria, La Santa Cecilia y Will Smith.

## Carrera
Krys nació en Buenos Aires, Argentina en 1970 pero tuvo que irse a Estados Unidos con su familia en 1980 cuando tenía nueve años. Comenzó a trabajar en la música como asistente de ingeniero al principio de los noventa en el estudio Crescent Moon de Gloria y Emilio Estefan, para luego participar en álbumes de Shakira, Ricky Martin, Thalía y Enrique Iglesias, entre otros.
Actualmente forma parte de la compañía musical independiende Rebeleon Entertainment, la cual fundó junto a Guillermo Rosas.

## Discografía
- Amor a la mexicana, Thalía (1997)
- ¿Dónde están los ladrones?, Shakira (1998)
- Ricky Martin, Ricky Martin (1999)
- MTV Unplugged, Shakira (2000)
- Arrasando, Thalía (2000)
- Escape, Enrique Iglesias (2001)
- Déjame Entrar, Carlos Vives (2001)
- Money Pa Que', Los Rabanes (2002)
- Quizás, Enrique Iglesias (2002)
- Almas del silencio, Ricky Martin (2003)
- Confesiones, Obie Bermúdez (2003)
- Unwrapped, Gloria Estefan (2003)
- Imperfecta, JD Natasha (2004)
- El rock de mi pueblo, Carlos Vives (2004)
- Todo el año, Obie Bermúdez (2004)
- Paso a paso, Luis Fonsi (2005)
- Mi Forma de Ser, Patricia Loaiza (2005)
- El otro lado de mí, Soraya (2005)
- El Bahiano, Soledad Pastorutti (2005)
- Sandy e Junior 2006, Sandy & Junior (2006)
- Lo que trajo el barco, Obie Bermúdez (2006)
- Premonición, David Bisbal (2006)
- Ese que va por ahí, Jeremías (2006)
- Dicen que el tiempo, Jennifer Peña (2007)
- VI, Los Rabanes (2007)
- e², Eros Ramazzotti (2007)
- 9MA, Nove Mil Anjos (2008)
- Día Azul, Jimena Ángel (2008)
- Palabras del silencio, Luis Fonsi (2008)
- A buena hora, Sergio Dalma (2008)
- Barracuda, Kinky (2008)
- Sin mirar atrás, David Bisbal (2009)
- Soy, Ednita Nazario (2009)
- Metamorfosis, Vega (2009)
- Bendito Entre Las Mujeres, Vallin (2009)
- Paraíso Express, Alejandro Sanz (2009)
- No hay imposibles, Chayanne (2010)
- Trece, Sergio Dalma (2010)
- Extranjera, Dulce María (2010)
- Cuando el destino nos alcance, Lori Meyers (2010)
- Acordes de mi diario, Merche (2010)
- Suddenly Yours, Allstar Weekend (2010)
- 2, Amaia Montero (2011)
- Guadalupe, The Mills (2011)
- Grandes Canciones, Noel Schajris (2011)
- La Cuenta Atras, Vega (2011)
- Tierra Firme, Luis Fonsi (2011)
- La música no se toca, Alejandro Sanz (2012)
- Un mundo de colores, Merche (2012)
- Antes o después, Fangoria (2013)
- Impronta, Lori Meyers (2013)
- Montaña Rusa, Second (2013)
- Treinta Dias, La Santa Cecilia (2013)
- Wolverines, Vega (2013)
- Tú y Yo, David Bisbal (2014)
- Verte nacer, Noel Schajris (2014)
- Someday New, La Santa Cecilia (2014)
- Sirope, Alejandro Sanz (2015)[3]
- ¿Dónde está mi Varón?, Verónica Orozco (2016)
- Buenaventura, La Santa Cecilia (2016)
- Cicatrices, Miriam Rodríguez (2018)
- La Reina Pez, Vega (2018)
- Look Now, Elvis Costello and The Imposters (2018)[4]

## Premios y nominaciones

### Premios Grammy
| Año  | Categoría                               | Trabajo                                                      | Resultado | Ref.  |
| ---- | --------------------------------------- | ------------------------------------------------------------ | --------- | ----- |
| 2001 | Mejor álbum de pop latino               | MTV Unplugged – Shakira (como productor)                     | Ganador   | [ 5 ] |
| 2001 | Mejor Álbum Latino Tropical Tradicional | Alma Caribeña – Gloria Estefan (como productor)              | Ganador   | [ 5 ] |
| 2002 | Mejor Álbum Latino Tropical Tradicional | Déjame Entrar – Carlos Vives (como productor)                | Ganador   | [ 5 ] |
| 2005 | Mejor álbum de pop latino               | Amar Sin Mentiras – Marc Anthony (como productor)            | Ganador   | [ 5 ] |
| 2005 | Mejor álbum de pop latino               | El Rock de Mi Pueblo – Carlos Vives (como productor)         | Nominado  | [ 5 ] |
| 2014 | Mejor álbum alternativo o rock latino   | Treinta Días – La Santa Cecilia (como productor)             | Ganador   | [ 5 ] |
| 2016 | Mejor álbum de pop latino               | Sirope – Alejandro Sanz (como productor)                     | Nominado  | [ 5 ] |
| 2020 | Mejor álbum de pop vocal tradicional    | Look Now – Elvis Costello and The Imposters (como productor) | Ganador   | [ 5 ] |

### Premios Grammy Latinos
| Año  | Categoría                                    | Trabajo                                                                                      | Resultado | Ref.  |
| ---- | -------------------------------------------- | -------------------------------------------------------------------------------------------- | --------- | ----- |
| 2000 | Álbum del año                                | El Amor de Mi Tierra – Carlos Vives (como ingeniero)                                         | Nominado  |       |
| 2000 | Mejor álbum tropical tradicional             | El Amor de Mi Tierra – Carlos Vives (como ingeniero)                                         | Nominado  |       |
| 2000 | Grabación del año                            | "Fruta Fresca" – Carlos Vives (como ingeniero)                                               | Nominado  |       |
| 2001 | Mejor ingeniería de grabación para un álbum  | Arrasando – Thalía (como ingeniero)                                                          | Ganador   |       |
| 2002 | Álbum del año                                | Déjame Entrar – Carlos Vives (como productor)                                                | Nominado  |       |
| 2002 | Mejor álbum tropical contemporáneo           | Déjame Entrar – Carlos Vives (como productor)                                                | Ganador   |       |
| 2002 | Grabación del año                            | "Déjame Entrar" – Carlos Vives (como ingeniero)                                              | Nominado  |       |
| 2002 | Productor del año                            | Sebastian Krys                                                                               | Nominado  |       |
| 2003 | Mejor ingeniería de grabación para un álbum  | Money Pa' Que – Los Rabanes (como ingeniero)                                                 | Ganador   |       |
| 2004 | Productor del año                            | Sebastian Krys                                                                               | Nominado  |       |
| 2005 | Álbum del año                                | Todo el Año – Obie Bermúdez (como productor)                                                 | Nominado  |       |
| 2005 | Mejor álbum de pop vocal masculino           | Todo el Año – Obie Bermúdez (como productor)                                                 | Ganador   |       |
| 2005 | Mejor álbum cantautor                        | Resucitar – Gian Marco (como productor)                                                      | Ganador   |       |
| 2005 | Mejor álbum tropical contemporáneo           | El Rock de Mi Pueblo – Carlos Vives (como productor)                                         | Ganador   |       |
| 2005 | Productor del año                            | Sebastian Krys                                                                               | Nominado  |       |
| 2007 | Productor del año                            | Sebastian Krys                                                                               | Ganador   |       |
| 2007 | Mejor álbum de rock vocal por un dúo o grupo | Kamikaze – Los Rabanes (como productor)                                                      | Ganador   |       |
| 2009 | Grabación del año                            | "Aquí Estoy Yo" – Luis Fonsi con David Bisbal, Noel Schajris y Aleks Syntek (como productor) | Nominado  | [ 6 ] |
| 2009 | Mejor álbum de música alternativa            | Barracuda – Kinky (como ingeniero)                                                           | Nominado  | [ 6 ] |
| 2010 | Mejor ingeniería de grabación para un álbum  | Distinto – Diego Torres (como ingeniero)                                                     | Ganador   | [ 7 ] |
| 2011 | Álbum del año                                | En Primera Fila – Franco De Vita (como ingeniero)                                            | Nominado  |       |
| 2011 | Grabación del año                            | "Tan Sólo Tú" – Franco De Vita con Alejandra Guzmán (como ingeniero)                         | Nominado  |       |
| 2011 | Grabación del año                            | "Gritar" – Luis Fonsi (como ingeniero)                                                       | Nominado  |       |
| 2012 | Grabación del año                            | "No Me Compares" – Alejandro Sanz (como mezclador)                                           | Nominado  |       |
| 2012 | Mejor álbum pop/rock                         | La Cuenta Atrás – Vega (como ingeniero)                                                      | Nominado  |       |
| 2013 | Álbum del año                                | La Música No Se Toca – Alejandro Sanz (como mezclador)                                       | Nominado  |       |
| 2013 | Mejor álbum vocal pop                        | La Música No Se Toca – Alejandro Sanz (como mezclador)                                       | Ganador   |       |
| 2013 | Grabación del año                            | "Mi Marciana" – Alejandro Sanz (como mezclador)                                              | Nominado  |       |
| 2014 | Mejor álbum pop/rock                         | Wolverines – Vega (como ingeniero)                                                           | Nominado  |       |
| 2015 | Álbum del año                                | Sirope – Alejandro Sanz (como productor)                                                     | Nominado  | [ 8 ] |
| 2015 | Mejor álbum vocal pop                        | Sirope – Alejandro Sanz (como productor)                                                     | Ganador   | [ 8 ] |
| 2015 | Grabación del año                            | "Un Zombie a la Intemperie" – Alejandro Sanz (como mezclador)                                | Nominado  | [ 8 ] |
| 2015 | Productor del año                            | Sebastian Krys                                                                               | Ganador   | [ 8 ] |
| 2016 | Mejor álbum pop/rock                         | Buenaventura – La Santa Cecilia (como ingeniero)                                             | Nominado  | [ 9 ] |